# Johan Adolph Meurnander
Johan Adolph Meurnander, född 31 juli 1770 i Linköping, Östergötlands län, död 10 december 1818 i Marbäcks församling, Jönköpings län, var en svensk präst.

## Biografi
Johan Adolph Meurnander föddes 1770 i Linköping. Han var son till rektorn Sven Meurnander i Vadstena. Meurnander blev 1790 student vid Uppsala universitet och prästvigdes 1795. Han blev pastorsadjunkt i Askeryds församling och 1809 kyrkoherde i Marbäcks församling. Meurnander avled 1818 i Marbäcks församling.

### Familj
Meurnander gifte sig 1801 med Anna Helena Lindblad. Hon var dotter till en hattmakare i Eksjö. Var eventuellt gift med Helena Askelöf och fick tillsammans med henne 3 barn.